# Mittermoos (Gemeinde Würmla)
Mittermoos ist ein Ortsteil und eine Katastralgemeinde der Marktgemeinde Würmla in Niederösterreich.

## Geografie
Der kleine Ort liegt im Moosbachtal zwischen Würmla und Untermoos und ist über die Landesstraße L2227 angebunden. 

## Geschichte
Laut Adressbuch von Österreich waren im Jahr 1938 in der Ortsgemeinde Mittermoos einige Landwirte ansässig.